# Alexandre de Théis
 (mai 2014).
Si vous disposez d'ouvrages ou d'articles de référence ou si vous connaissez des sites web de qualité traitant du thème abordé ici, merci de compléter l'article en donnant les références utiles à sa vérifiabilité et en les liant à la section « Notes et références ».
Pour les articles homonymes, voir Théis.
Alexandre Étienne Guillaume, baron de Théis (Nantes, paroisse Saint Nicolas, 13 décembre 1765 - Paris, 24 décembre 1842), est un haut fonctionnaire et écrivain français. Ses écrits sont très éclectiques puisqu'ils ont pour sujets aussi bien le roman d'amour ou archéologique, que la politique, la botanique ou encore les jeunes gens face à la société de son temps.

## Biographie
Alexandre est le frère de Constance de Théis, qui devint princesse de Salm, et fils de Marie Alexandre de Théis et Anne Marie Quillau, son parrain est Étienne Joseph Quillau son grand-père maternel, et sa marraine Marie Catherine Leturc, sa grand-mère paternelle.
Il commence sa carrière comme sous-lieutenant de cavalerie en 1786. À défaut de gloire militaire, il prend goût, aux armées, à la botanique. Il épouse, en 1802, la baronne Marie Anne Elisabeth Michault de Saint Mars (décédée vers 1845). Il publie chez Gabriel Dufour à Paris en 1810  un Glossaire de Botanique, dictionnaire étymologique des noms et termes relatifs à la botanique.
En 1821, Maradan édite à Paris Le Voyage de Polyeucte, roman archéologique destiné à faire connaître l'Italie antique et les institutions romaines. Cet ouvrage rencontre un succès tel qu'il sera réédité quatre fois en deux ans et traduit dans de nombreuses langues européennes.
En 1818, Alexandre de Théis fait paraître Mémoires d'un Espagnol et en 1825 Mémoires d'un Français, romans traitant de l'éveil à l'amour d'un adolescent timide.
En 1828, les critiques accueillent de façon élogieuse Politique des Nations, ouvrage de philosophie historique édité chez Grimbert, dont la réédition de 1829 portera le titre de Précis de l'Histoire universelle des peuples anciens et modernes.
Comme haut fonctionnaire, Alexandre de Théis fut Maire de Laon, conseiller (1812) et secrétaire général de la Préfecture de l'Aisne de 1814 à 1830, préfet de la Corrèze puis préfet de la Haute Vienne (08/07/1830). Sa révocation en juillet 1833 provoque une pétition de 6.000 signatures et une protestation populaire demandant sa réintégration. En vain.
Alexandre de Théis retourne alors au château de l'Aventure à Autreville où il écrira son dernier ouvrage paru en 1834 chez Hachette Conseils aux jeunes gens qui sortent des écoles primaires. Il y explique la difficulté pour un septuagénaire de faire face aux innovations et problèmes des années 1830.
En 1825, il est promu au grade d'officier de la Légion-d'Honneur.

### Œuvre littéraire
On lui doit :
- Le Voyage de Polyclète, 1821, destiné à faire connaître l'Italie antique et conçu sur le modèle du Voyage du jeune Anacharsis de l'abbé Barthélemy qui fit découvrir la Grèce à toute une génération ;
- La Politique des nations', 1828.
- Glossaire de botanique, ou, Dictionnaire étymologique de tous les noms et termes relatifs à cette science, Paris, 1810

### Sur l'auteur
- * Bull. Documentation Biblio. t.22, no 12, 1977, pages 908-910

## Source
Marie-Nicolas Bouillet  et Alexis Chassang (dir.), « Alexandre de Théis » dans Dictionnaire universel d’histoire et de géographie, 1878 (lire sur Wikisource)